# Nguyễn Phích (xã)
Nguyễn Phích là một xã thuộc tỉnh Cà Mau, Việt Nam.

## Địa lý
Xã Nguyễn Phích có vị trí địa lý:
- Phía đông giáp xã Biển Bạch và xã Thới Bình
- Phía tây giáp xã Khánh Lâm và xã U Minh
- Phía nam giáp xã Khánh An và xã U Minh
- Phía bắc giáp tỉnh An Giang.

Xã Nguyễn Phích có diện tích 245 km², dân số năm 2024 là 37.330 người, mật độ dân số đạt 152 người/km².

## Lịch sử
Ngày 20 tháng 9 năm 1975, Bộ Chính trị ban hành Nghị quyết số 245-NQ/TW về việc hợp nhất tỉnh Bạc Liêu, tỉnh Cà Mau và 2 huyện An Biên, Vĩnh Thuận (ngoại trừ 2 xã Đông Yên và Tây Yên) của tỉnh Rạch Giá thành một tỉnh mới, tên gọi tỉnh mới cùng với nơi đặt tỉnh lỵ sẽ do địa phương đề nghị lên.
Ngày 20 tháng 12 năm 1975, Bộ Chính trị ban hành Nghị quyết số 19/NQ về việc hợp nhất tỉnh Bạc Liêu và tỉnh Cà Mau thành một tỉnh mới, tên gọi tỉnh mới cùng với nơi đặt tỉnh lỵ sẽ do địa phương đề nghị lên.
Ngày 24 tháng 2 năm 1976, Chính phủ Cách mạng Lâm thời Cộng hòa miền Nam Việt Nam ban hành Nghị định số 3/NQ/1976 về việc hợp nhất tỉnh Bạc Liêu và tỉnh Cà Mau thành một tỉnh mới, lấy tên là tỉnh Bạc Liêu – Cà Mau. Khi đó, xã Nguyễn Phích thuộc huyện Thới Bình, tỉnh Cà Mau – Bạc Liêu.
Ngày 10 tháng 3 năm 1976, Chính phủ ban hành Nghị quyết về việc thành lập tỉnh Minh Hải trên cơ sở đổi tên tỉnh Bạc Liêu – Cà Mau. Khi đó, xã Nguyễn Phích thuộc huyện Thới Bình, tỉnh Minh Hải.
Ngày 29 tháng 12 năm 1978, Hội đồng Chính phủ ban hành Quyết định số 326-CP về việc:
- Thành lập huyện U Minh thuộc tỉnh Minh Hải.
- Chuyển xã Nguyễn Phích thuộc huyện Thới Bình về huyện U Minh mới thành lập quản lý.

Ngày 25 tháng 7 năm 1979, Hội đồng Chính phủ ban hành Quyết định số 275-CP về việc chia xã Nguyễn Phích thành 3 xã: Nguyễn Phích, Nguyễn Phích A, Nguyễn Phích B và thị trấn U Minh.
Ngày 2 tháng 2 năm 1991, Ban Tổ chức – Cán bộ của Chính phủ ban hành Quyết định số 51/QĐ-TCCP về việc sáp nhập xã Nguyễn Phích A và xã Nguyễn Phích B vào xã Nguyễn Phích.
Ngày 6 tháng 11 năm 1996, Quốc hội ban hành Nghị quyết về việc chia tỉnh Minh Hải thành tỉnh Bạc Liêu và tỉnh Cà Mau. Khi đó, xã Nguyễn Phích thuộc huyện U Minh, tỉnh Cà Mau.
Ngày 24 tháng 8 năm 2016, UBND tỉnh Cà Mau ban hành Quyết định số 1465/QĐ-UBND về việc công nhận thị trấn U Minh là đô thị loại V.
Tính đến ngày 31/12/2024:
- Thị trấn U Minh có 4 khóm: 1, 2, 3, 4.

Ngày 12 tháng 6 năm 2025, Quốc hội ban hành Nghị quyết số 202/2025/QH15 về việc sắp xếp đơn vị hành chính cấp tỉnh (nghị quyết có hiệu lực từ ngày 12 tháng 6 năm 2025). Theo đó, sáp nhập tỉnh Bạc Liêu vào tỉnh Cà Mau.
Ngày 16 tháng 6 năm 2025, Ủy ban Thường vụ Quốc hội ban hành Nghị quyết số 1655/NQ-UBTVQH15 về việc sắp xếp các đơn vị hành chính cấp xã của tỉnh Cà Mau năm 2025 (nghị quyết có hiệu lực từ ngày 16 tháng 6 năm 2025). Theo đó, sáp nhập toàn bộ 18,3 km² diện tích tự nhiên, quy mô dân số là 8.587 người của thị trấn U Minh thuộc huyện U Minh và 163,5 km² diện tích tự nhiên, quy mô dân số là 16.161 người còn lại của xã Khánh Thuận thuộc huyện U Minh vào một phần 63,2 km² diện tích tự nhiên, quy mô dân số là 12.582 người của xã Nguyễn Phích thuộc huyện U Minh.
Xã Nguyễn Phích có 245 km² diện tích tự nhiên và quy mô dân số là 37.330 người.